# Uludağ Timsahlar 2019
Questa voce raccoglie le informazioni riguardanti gli Uludağ Timsahlar nelle competizioni ufficiali della stagione 2019.

## 1. Lig 2019

### Stagione regolare
| Bursa 6 aprile 2019, ore 20:00 | Uludağ Timsahlar | 12 – 43 | Gazi Warriors | Fethiye Spor Kompleksi\| Arbitro: \| Başeğmez \| |
| Arbitro:                       | Başeğmez         |         |               |                                                  |

| Bursa 21 aprile 2019 | Uludağ Timsahlar | 14 – 35 | ITÜ Hornets | Görükle İpek Spor Stadı |

| Sakarya 5 maggio 2019 | Sakarya Tatankaları | 41 – 0 | Uludağ Timsahlar | Sakarya Üni Besyo Stadi |

| Ankara 12 maggio 2019 | ODTÜ Falcons | 48 – 7 | Uludağ Timsahlar | ODTÜ Sahası |

| Bursa 25 maggio 2019 | Uludağ Timsahlar | 15 – 40 | Boğaziçi Sultans | Görükle İpek Spor Stadı |

| Istanbul 1º giugno 2019 | Koç Rams | 48 – 6 | Uludağ Timsahlar | Koç Üniversitesi Korumalı Futbol Sahası |

| Bursa 16 giugno 2019 | Uludağ Timsahlar | 20 – 41 | Anadolu Rangers | Görükle İpek Spor Stadı |

## Statistiche di squadra
| Competizione      | %Vittorie | In casa | In casa | In casa | In casa | In casa | In casa | In trasferta | In trasferta | In trasferta | In trasferta | In trasferta | In trasferta | Totale | Totale | Totale | Totale | Totale | Totale |
| Competizione      | %Vittorie | G       | V       | N       | P       | Pf      | Ps      | G            | V            | N            | P            | Pf           | Ps           | G      | V      | N      | P      | Pf     | Ps     |
| ----------------- | --------- | ------- | ------- | ------- | ------- | ------- | ------- | ------------ | ------------ | ------------ | ------------ | ------------ | ------------ | ------ | ------ | ------ | ------ | ------ | ------ |
| Stagione regolare | .000      | 4       | 0       | 0       | 4       | 61      | 159     | 3            | 0            | 0            | 3            | 13           | 137          | 7      | 0      | 0      | 7      | 74     | 296    |
| Totale            | .000      | 4       | 0       | 0       | 4       | 61      | 159     | 3            | 0            | 0            | 3            | 13           | 137          | 7      | 0      | 0      | 7      | 74     | 296    |